# Marta Minerbi Ottolenghi
Marta Minerbi Ottolenghi (Quarto dei Mille, 14 dicembre 1895 – Torino, 12 febbraio 1974) è stata una docente e scrittrice italiana.
Di origini ebraiche, fu assunta come direttrice del Circolo Didattico di Mogliano Veneto nel 1936. Le leggi razziali del 1938, la costrinsero, però, ad abbandonare il suo lavoro e a nascondersi.

## Biografia

### 1895-1938: Marta Minerbi prima delle leggi razziali
Marta Minerbi nacque a Quarto dei Mille, un quartiere della parte orientale di Genova. Nel 1914 diventò insegnante di scuola elementare nel comune di San Pietro in Cerro. Dopo un corso di perfezionamento all'Università di Pavia, nel 1924 vinse il concorso nazionale femminile per direttrici didattiche e fu tra le prime donne a ricoprire tale incarico. Nel 1928 si sposò a Voghera con Alessandro Ottolenghi, anch'egli ebreo, originario di Livorno e professore di chimica. Quando suo marito prese la cattedra all'Istituto Tecnico J. Riccati di Treviso, Marta chiese il trasferimento e assunse la direzione del Circolo Didattico di Mogliano Veneto. Con l'entrata in vigore delle leggi razziali, però, Marta e suo marito furono rimossi dal loro incarico e dovettero anche abbandonare la loro abitazione a Treviso.

### 1938-1945: Dall'emanazione delle leggi razziali alla fine della guerra
Dal 1938 al 1943 Marta Minerbi insegnò nelle classi ebraiche della scuola di San Girolamo. Quando cominciarono i rastrellamenti nel 1943, suo marito Alessandro si rifugiò a Roncade a casa di amici, mentre Marta si nascose in un convento di suore a Venezia, sotto il nome di suor Andreina de Paoli. Successivamente, fuggì a Cannobio sul Lago Maggiore, dove raggiunse alcuni familiari e, con loro, si rifugiò in una casa in una località a 1100 metri di altitudine. Suo marito, invece, fu catturato, messo in carcere a Treviso e deportato prima nel campo di transito di Fossoli, e successivamente ad Auschwitz, dove morì il 12 febbraio 1944.

### 1945-1974: Marta Minerbi dopo la guerra
Alla fine della guerra Marta ritornò a Mogliano e il 20 giugno 1945 fu riassunta nel suo incarico di direttrice didattica. In questo periodo, si dedicò alla scrittura di romanzi e racconti. Nel 1956, al raggiungimento della pensione, ritornò nella sua terra in Liguria. Morì a Torino nel 1974. Per mantenere viva la sua memoria, le è stato intitolato l'Istituto Comprensivo 2 di Mogliano Veneto.

## Opere
- La colpa di essere nati, Milano, Gastaldi, 1954; Treviso, Devanzis, 2012.
- La scimmietta Topsy, Brescia, La Scuola, 1954; Brescia, La Scuola, 1965.
- Il grillo canterino, Padova, Amicucci, 1956
- La ghianda miracolosa, Firenze, Marzocco, 1956
- Ninin bimbo felice, Padova, Amicucci, 1956
- Non è giorno ancora, Treviso, Crivellari, 1956; Treviso, Devanzis, 2012.
- Avventure nel regno di Pietrafonda, Padova, Amicucci, 1957
- Ogni nube ha un manto d'argento, Padova, Amicucci, 1958
- La storia di due poveri cani, Padova, Amicucci, 1959
- Alba al tramonto (L'euforbia), Roma, Edizioni Mediterranee, 1962
- O partigiano portami via, Milano, Nicola Milano Editore, 1965